# Iron (musikalbum)
Iron är det finländska folk/melodisk death metal-bandet Ensiferums andra studioalbum, utgivet i april 2004 på Spinefarm Records och i Japan på Universal Music. Albumet föregicks av singeln "Tale of Revenge".
Iron producerades av Flemming Rasmussen som tidigare jobbat med bland andra Metallica, Pretty Maids och Blind Guardian. Det var bandets första album med keyboardisten Meiju Enho samt det sista med Oliver Fokin, Jukka-Pekka Miettinen och Jari Mäenpää. Den senare lämnade Ensiferum efter inspelningarna för att fokusera på sitt projekt Wintersun.

## Låtlista
1. "Ferrum Aeternum" (instrumental) – 3:28
2. "Iron" – 3:53
3. "Sword Chant" – 4:44
4. "Mourning Heart (Interlude)" (instrumental) – 1:23
5. "Tale of Revenge" – 4:30
6. "Lost in Despair" – 5:37
7. "Slayer of Light" – 3:10
8. "Into Battle" – 5:52
9. "Lai Lai Hei" – 7:15
10. "Tears" – 3:19

Bonusspår på den japanska utgåvan
1. "Battery" (Metallica-cover) – 10:43

## Medverkande
Musiker
- Jari Mäenpää – sång, solo- och rytmgitarr, akustisk gitarr, körsång
- Markus Toivonen – lead- och rytmgitarr, akustisk gitarr, shamantrumma, körsång
- Jukka-Pekka Miettinen - basgitarr, körsång
- Meiju Enho - keyboard
- Oliver Fokin – trummor, bombo, tinja, tamburin

Bidragande musiker
- Kaisa Saari – sång, tin whistle, blockflöjt
- Vesa Vigman – bouzouki, mandolin, saz, dulcimer
- Miska Engström - körsång
- Frostheim - körsång
- Eveliina Kontio – kantele

Produktion
- Flemming Rasmussen – producent, inspelningstekniker, mixning
- Janne Warman – inspelningstekniker
- Jari Mäenpää – inspelningstekniker
- Anders Mortensen – inspelningstekniker
- Mika Jussila – mastering
- Kaisa Saari – låttexter
- Kristian Wåhlin – omslagskonst
- Antti Salminen – bookletdesign
- Toni Härkönen – foto